# Jakarta Transactions API
Jakarta Transactions API (JTA; früher Java Transaction API) ist eine von Sun und dem Java Community Process spezifizierte Programmierschnittstelle (API), welche den Einsatz verteilter Transaktionen über mehrere XA-Ressourcen unter Java ermöglicht.

## Aufgaben
Transaktions-Management ist ein wichtiger Bestandteil geschäftskritischer DV-Anwendungen. Es ist u. a. dafür verantwortlich, dass Transaktionen nur dann die in einer Datenbank gespeicherten Daten einer Anwendung dauerhaft ändern, wenn sie vollkommen fehlerfrei abgeschlossen werden können.
Transaktionen sind jedoch nicht nur gegen einzelne Datenbanken notwendig, sondern auch gegenüber anderen Ressourcen (wie z. B. Messaging Systemen). Ebenfalls oft notwendig sind verteilte Transaktionen. Das sind Transaktionen, die gegenüber mehrere Ressourcen (z. B. mehrere Datenbanken) gleichzeitig laufen. Exakt dies leistet die Implementierung von JTA. Andere Kriterien wie Threadsicherheit (Nebenläufigkeit), also beispielsweise die Vermeidung von Race Conditions, fallen nicht in den Zuständigkeitsbereich von JTA.

## Funktionsweise und Einsatz
JTA selbst definiert die Schnittstelle (Interfaces und Exception-Klassen), über die Java-Programme mit Transaktionsmanagern kommunizieren können. Transaktionsmanager ihrerseits implementieren üblicherweise die Java-Transaction-Service-Programmierschnittstelle (JTS), welche die Standardschnittstelle für JTA-fähige Transaktionsserver darstellt. JTS selbst ist eine Spezifikation für Transaktionsmanager, welche die JTA-Spezifikation auf Kommunikationsebene und die OMG-Object-Transaction-Services-Spezifikation (OTS) für das Java-Mapping implementiert.
Die JTA basiert auf dem X/Open-XA-Standard, der eine von der Open Group herausgegebene Spezifikation für Distributed Transaction Processing, die Abarbeitung von über mehrere Systeme verteilten Transaktionen ist. Dieser Standard sieht den Einsatz eines Transaktionsmanagers für die Koordination von Transaktionen über mehrere Ressourcen vor. Die Ressourcen selbst bieten typischerweise ihre eigenen Schnittstellen für die Behandlung von Transaktionen (beispielsweise Transaktionen über die JDBC-SQL Schnittstelle bei Datenbanken). Darüber hinaus müssen sie aber für X/Open XA auch noch das XA-Protokoll implementieren, erst dann nennt man eine Ressource „XA-compliant“. Mittels des Zwei-Phasen-Commit-Protokolls stellt der X/Open-XA-Standard sicher, dass eine über unterschiedliche Ressourcen verteilte Transaktion auch korrekt abläuft.
Die Java Transaction API ist eine der Programmierschnittstellen der Java Platform, Enterprise Edition und somit zwingender Bestandteil aller Java-Anwendungsserver. Bei der Verwendung der Java Platform, Standard Edition muss hingegen ein JTA-fähiger Transaktionsmanager hinzugezogen werden. Beispiele dafür sind TransactionsEssentials von Atomikos oder der Java Open Transaction Manager (JOTM) – siehe Weblinks.
Üblicherweise wird in der Entwicklung nicht direkt gegen die JTA programmiert, sondern über Frameworks wie Spring, Hibernate oder TopLink. Diese Frameworks können mittels JTA ein kontrolliertes Transaktions-Management über verteilte Ressourcen gewährleisten, ohne dass der Entwickler mit der Komplexität der JTA in Berührung kommt.

## Geschichte
Die Java Transaction API wurde von Sun und dem Java Community Process unter dem Java Specification Request (JSR) 907 entwickelt. Die erste Version der JTA wurde gemeinsam mit der JTS Spezifikation im Dezember 1999 verabschiedet. Die minimal verbesserte Version 1.0.1 wurde am 27. September 2001 fertiggestellt. Die aktuelle Version ist JTA 1.1 vom 1. November 2002.